# Catedral Metropolitana de La Paz
A Catedral Metropolitana de La Paz é a sede da Arquidiocese de La Paz. Localiza-se na Praça Murillo, no centro da capital da Bolívia.
La Paz foi elevada a sede de diocese em 1605, o que levou à construção de uma igreja catedral. O edifício foi levantado na antiga Plaza Mayor (hoje Plaza Murillo), ao lado do edifício da sede administrativa - o cabildo - da cidade. A catedral colonial foi terminada em 1692.
Essa velha catedral colonial, em estado de ruína, foi demolida em 1831 e uma nova começou a ser levantada em 1835. Esta igreja, apenas terminada no século XX, é a que se pode apreciar atualmente. Trata-se de um grande edifício, de cinco naves, duas torres na fachada e cúpula sobre o cruzeiro. O interior está revestido em mármores, e o altar-mor foi trazido da Itália.